# Марк Каро (режиссёр)
Марк Каро (фр. Marc Caro, род. 2 апреля 1956 в Нанте, Франция) — французский кинорежиссёр, сценарист, актёр, художник. Известен совместной работой с Жан-Пьером Жёне, с 1997 года работает один.

## Биография
Родился в 1956 году во французском городе Нанте, родине Жюля Верна — кумира Каро, который с детства привил ему любовь к научной фанатстике и оказал влияние на его художественный вкус.
В 1970-х годах работал в качестве дизайнера и редактора в журнале Métal hurlant, совместно с Жилем Андре рисовал комиксы для культовых журналов L'Écho des savanes и Fluide glacial. В 1974 году на Международном фестивале анимационных фильмов в Анси познакомился с начинающим режиссёром-мультипликатором Жан-Пьером Жёне, в соавторстве с которым и создал в дальнейшем свои лучшие работы в кинематографе.
В 1981 году их совместная короткометражка «Карусель» (1979) была признана лучшим мультфильмом на 6-й церемонии вручения наград премии «Сезар». В том же году свет увидел их короткометражный арт-фильм «Бункер последнего выстрела». Семь лет он регулярно демонстрировался в кинотеатре L'Escurial вместе с лентой «Голова-ластик» Дэвида Линча, с которой имел сходство. Каро продолжил самостоятельно снимать короткометражки, рекламу, музыкальные клипы.
В 1991 году вместе с Жёне поставил чёрную комедию «Деликатесы» с Домиником Пиньоном в главной роли, которая принесла им коммерческий успех и широкую известность: фильм победил в номинациях «лучший дебют» и «лучший сценарий» на 17-й церемонии вручения наград премии «Сезар» и завоевал ряд других международных наград.
Согласно титрам, свои творческие обязанности режиссёры распределяли следующим образом: Жёне занимался постановкой мизансцен, на Каро лежала художественная работа. Сам Каро описывал совместную работу так: «Мы вместе пишем, вместе снимаем, вместе редактируем. Бывает, каждый из нас берёт на себя что-то, в чём разбирается лучше в соответствии с полученной специальностью. Но мы действительно работаем сообща».
Успех картины позволил им приступить к съёмкам фантастического фильма «Город потерянных детей» (1995), сценарий к которому был написан ещё в начале 1980-х годов, однако не был экранизирован по финансовым причинам. Эта работа была встречена более прохладно: несмотря на ряд номинаций на престижных фестивалях, она провалилась в прокате.
Тем не менее она привлекла внимание голливудских продюсеров, которые предложили режиссёрам съёмки «Чужого: Воскрешение» (1997). Жёне согласился, тогда как Каро наотрез отказался участвовать в проекте, в котором его лишают творческого контроля; в конце концов, его всё-таки уговорили провести три недели в Голливуде, где он занимался дизайном костюмов и декораций для фильма, однако в дальнейшем пути друзей разошлись.
Картина «Dante 01» 2008 года стала первым полнометражным фильмом, который Каро режиссировал один, и прошла почти незамеченной.
С 2011 года работал над совместным франко-японским мультфильмом «Ветроходы» (Windwalkers: Chronicle of the 34th Horde) в качестве сценариста и арт-директора (режиссёр Жан Кунен). Бюджет проекта, в основу которого лёг научно-фантастический роман Алена Дамасио (Alain Damasio), составил €18 млн, однако из-за разногласий с американскими прокатчиками, которые требовали «марвелизировать» слишком запутанный, по их мнению, сценарий, Каро и Кунен покинули проект в конце 2013 года, а в 2015 году все работы над мультфильмом были заморожены.

## Фильмография

### Полнометражные фильмы
- 1991 — Деликатесы / Delicatessen — режиссёр (с Жан-Пьером Жёне), сценарист, художник-постановщик, актёр (Фокс)
- 1995 — Город потерянных детей / La cité des enfants perdus — режиссёр (с Жан-Пьером Жёне), сценарист, художник-постановщик, актёр (брат Анж Жозеф)
- 1997 — Чужой: Воскрешение / Alien: Resurrection — дизайн костюмов и декораций
- 1997 — Доберман / Dobermann — актёр (полицейский с пулемётом)
- 2001 — Видок / Vidocq — дизайн персонажей
- 2004 — Блуберри / Blueberry, l'expérience secrète — дизайн иероглифического алфавита
- 2008 — Данте 01 / Dante 01 — режиссёр, сценарист
- 2009 — Вход в пустоту / Enter the Void — арт-директор

### Короткометражные фильмы
- 1978 — Побег / L'évasion (анимационный) — режиссёр (с Жан-Пьером Жёне)
- 1979 — Карусель / Le manège (анимационный) — режиссёр (с Жан-Пьером Жёне)
- 1981 — Бункер последнего выстрела / Le bunker de la dernière rafale — режиссёр (с Жан-Пьером Жёне), сценарист, актёр
- 1984 — Нет покоя Билли Бракко / Pas de repos pour Billy Brakko — режиссёр (с Жан-Пьером Жёне), сценарист, актёр
- 1994 — Вибробой / Vibroboy — художник-постановщик
- 1998 — Последняя из Красных Шапочек / Le dernier chaperon rouge — арт-директор, актёр (монстр)
- 1998 — Exercice of Steel — режиссёр, сценарист
- 2009 — Астробой в Роболенде / Astroboy à Roboland (документальный) — режиссёр
- 2018 — Петля / Loop — режиссёр, сценарист, композитор, дизайн персонажей

## Премии и номинации
За картину «Карусель»:
- 1981: кинопремия Сезар за лучший короткометражный анимационный фильм

За картину «Деликатесы»:
- 1991: гран-при «Золотой Хьюго» на Международном кинофестивале в Чикаго
- 1991: «Золотая награда» в конкурсе молодых режиссёров на Международном кинофестивале в Токио[12]
- 1991: номинация на премию Европейской киноакадемии за лучший фильм молодого режиссёра
- 1991: номинация на премию «Бронзовая лошадь» на Международном кинофестивале в Стокгольме[13]
- 1992: кинопремия Сезар за лучший дебютный фильм
- 1992: кинопремия Сезар за лучший оригинальный или адаптированный сценарий
- 1992: приз зрительских симпатий на кинофестивале «Фантаспорту»
- 1993: приз за лучшую режиссуру и приз критиков на Кинофестивале в Сиджесе[14]
- 1993: номинация на лучший фильм на Кинофестивале в Сиджесе
- 1993: номинация на премию BAFTA за лучший неанглоязычный фильм

За картину «Город потерянных детей»:
- 1995: номинация на «Золотую пальмовую ветвь» на Каннском кинофестивале
- 1995: номинация на премию «Независимый дух» за лучший иностранный фильм
- 1995: номинация на премию «Бронзовая лошадь» на Международном кинофестивале в Стокгольме[15]
- 1996: номинация на премию «Сатурн» за лучший фильм ужасов
- 1996: номинация на приз за лучший фильм на иностранном языке Ассоциации кинокритиков Чикаго[16]